# Гонобилово
Гонобилово — деревня в Судогодском районе Владимирской области России, входит в состав Мошокского сельского поселения.

## География
Деревня расположена на берегу речки Костянка в 7 км на восток от центра поселения села Мошок и 38 км на юго-восток от Судогды.

## Улицы
- Молодёжная;
- Центральная.

## История
Село Гонобилово входило в XVI—XVII столетиях в состав вотчины князей Воротынских, центром которой было село Мошок. По преданию, церковь в селе была построена на том месте, где князь Дмитрий Воротынский во время охоты упал с коня и убился.
Первые же документальные сведения о Гонобиловской церкви находятся в писцовых книгах Муромского уезда 1627—1629 годов. По этим книгам в Гонобилове значится церковь Димитрия Селунского с приделом святого Логина Сотника, на церковной земле пять дворов бобыльских и яетыре крестьянских. В 1854 году вместо деревянной была построена каменная церковь. Престолов в ней было три: главный во имя Пресвятой Богородицы — «всех скорбящих радости», в приделах во имя святого великомученика Димитрия Селунского и святого Григория Неокесарийского. Приход состоял из села Гонобилова и деревень: Лыткина, Шустова, Першина и Максимовки.
В годы советской власти церковь была полностью разрушена.
В конце XIX — начале XX века село входило в состав Мошенской волости Судогодского уезда.
С 1929 года Гонобилово являлось центром Гонобиловского сельсовета Судогодского района, позднее в составе Краснокустовского сельсовета.

## Население
| 1859 | 1905 | 1926 | 2002 | 2010 | 2021 |
| ---- | ---- | ---- | ---- | ---- | ---- |
| 64   | ↘57  | ↗122 | ↗270 | ↘250 | ↘183 |

## Инфраструктура
В деревне имеются дом культуры, фельдшерско-акушерский пункт, отделение федеральной почтовой связи.